# Efebo de Critio
El Efebo de Kritios, también conocido como Muchacho de Kritios, es una escultura en mármol de Paros de un joven atleta que data del año 480 a. C. y que no tiene un autor conocido, aunque se le atribuye a veces a Critio, artista ateniense de la Antigua Grecia. 

## Hallazgo e historia
El torso de la escultura fue hallado en el año 1865 por Sam Rumpf, durante las excavaciones del antiguo Museo de la Acrópolis, mientras que la cabeza fue hallada en 1888 entre el museo y el sur de la Acrópolis. Quedó sepultada en el último nivel de escombros que corresponde a su destrucción por parte de los persas de Jerjes I durante la segunda guerra médica y el saqueo de la Acrópolis. El descubrimiento de la cabeza fue un elemento esencial para la datación de la estatua y su estudio estilístico.

## Descripción
La pieza se cree que representa a un efebo atleta, un joven desnudo en una posición relajada, con los brazos a lo largo del cuerpo. La escala es significativamente menor que la natural, pues completa medía aproximadamente 1,17 metros. 
Carece de ambos antebrazos, parte de las piernas y de ambos pies. Constituye  una forma evolucionada de los antiguos kouroi, ya que por primera vez en la escultura griega, su postura corporal es de contrapposto: el peso del cuerpo recae solo en una pierna y presenta ligera rotación de la cabeza. 
El contrapposto es un  término italiano para designar la oposición armónica de las distintas partes del cuerpo de la figura humana, lo que proporciona cierto movimiento y contribuye a romper la ley de la frontalidad. Se usa en escultura para dar sensación de movimiento. Una de las piernas está fija en el suelo y la otra se adelanta, los brazos hacen lo propio, mientras la cabeza mira hacia un lado, simulando un paso.
A diferencia de los kouroi del estilo arcaico de la escultura griega (de 650 a 500 a. C.), los ojos son huecos, y debieron  estar  incrustadas piedras o vidrios de colores y la sonrisa ha desaparecido, reemplazada por una expresión más profunda. El modelado general del cuerpo es más realista. También podría ser que la estatua fueras una representación del héroe Teseo, no una representación anónima, ofrenda a un templo o decoración de una tumba. 
La atribución a Critio proviene de la semejanza de la cabeza con la de Harmodio, uno de los dos Tiranicidas, obra de Critio y Nesiotes, conocida a partir de copias romanas. Por otra parte, la incrustación de los ojos, hace pensar en el trabajo de un escultor broncista, como lo era también Critio.

## Estudio estilístico

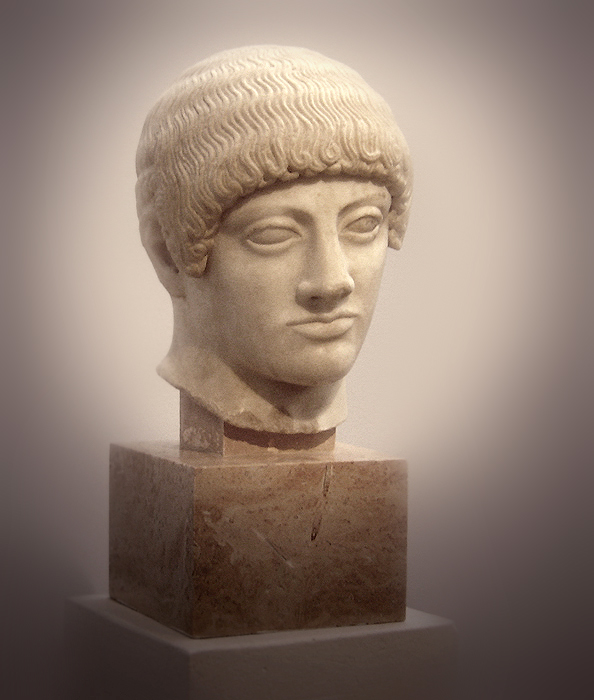
El Efebo Rubio.

Por su aspecto general un poco hierático, pero también por su tratamiento ya naturalista, al efebo de Critio a menudo se le considera un ejemplo de la transición entre el estilo arcaico tardío de finales del siglo VI a. C. y el primer clasicismo, también llamado estilo severo.
La estatua de Critio muestra una evolución o un virtuosismo escultórico, definido en comparación con el anterior Apolo de Strangford del Museo Británico, anterior sólo unas pocas décadas. Los volúmenes se modelan y, como dice John Boardman «es la obra de un escultor para quien el cuerpo ya no es un maniquí con los miembros rígidos, sino una estructura de carne y hueso».
El peinado es especial, con un rodete circular, muy cercano al estilo de la de la cabeza del Efebo Rubio (mármol, hacia 490-480 a. C. Museo de la Acrópolis, n.º 689. altura 25 cm). La cabeza también se encontró en la Acrópolis, y presenta restos de pintura de color amarillo en los cabellos, lo que sugiere que el efebo de Critio también estuvo pintado originalmente. 
Otra cabeza de bronce de un joven en el Museo Arqueológico Nacional de Atenas, datada en la misma época, presenta este tipo de peinado y poseía incrustaciones en los ojos.

## Exhibición
La pieza se expone de forma permanente en el Museo de la Acrópolis de Atenas (Grecia), donde tiene asignado el número de inventario 698.
Fue enviada en 1992 y 1993 a los Estados Unidos con otras obras maestras de la escultura griega para una exposición titulada «El milagro griego» en la Galería Nacional de Arte de Washington D. C. y el Museo Metropolitano de Arte de Nueva York.

## Características
- Autor: Desconocido, a veces se atribuye a Critio.
- Estilo: Estilo clásico temprano griego.
- Material: Mármol de Paros.
- Altura: 86 centímetros.